# Michele di Corbeil
Michele di Corbeil (in francese Michel de Corbeil; XII secolo – 28 novembre 1199) è stato un patriarca cattolico francese.
Fu il patriarca latino di Gerusalemme dal 1193 all'aprile 1194; fu arcivescovo di Sens dal 23 o 24 aprile 1194 fino al 28 novembre 1199, ovvero fino alla sua morte.

## Successione apostolica
La successione apostolica è
- Hugues de Garlande (1198)